# Erylus topsenti
Erylus topsenti är en svampdjursart som beskrevs av Lendenfeld 1903. Erylus topsenti ingår i släktet Erylus och familjen Geodiidae. Inga underarter finns listade i Catalogue of Life.